# ハッソ・フォン・マントイフェル
ハッソ・エッカート・フォン・マントイフェル（Hasso Eccard von Manteuffel, 1897年1月14日 - 1978年9月24日）は、ドイツの軍人、政治家。第二次世界大戦では装甲部隊を率い、1944年9月1日に47歳にして装甲兵大将に昇進、アルデンヌ攻勢において7個師団を擁する第5装甲軍を指揮した。戦後の「ドイツ連邦軍（ブンデスヴェーア）」の命名者。

## 経歴

### 装甲部隊司令官
ポツダムに生まれる。1908年、陸軍士官学校に入学、士官候補生となり第一次世界大戦にユサールとして参加、第3ユサール連隊に配属される。1916年に少尉に任官、鉄十字章を受章。終戦後の1919年に義勇軍（フライコール）「フォン・オーフェン」で副官を務めるが、その年5月に新設の国防軍に採用され、ラーテナウの第25ユサール連隊に配属される。1921年、エヴァルト・フォン・クライストの姪と結婚し、二児をもうける。1920年代前半には、マントイフェルは第3プロイセン山岳連隊に移動、後に副隊長になり、1930年代は馬術競技者として知られていた。1932年10月1日に、フォン・マントイフェルはバンベルクの第17バイエルン山岳連隊に転勤し、騎兵大隊長に任命された。
2年後の1934年10月1日に、彼は山岳連隊「エルフルト」に転勤になった。1935年10月15日には、第2装甲師団（ハインツ・グデーリアン）所属第2オートバイ狙撃兵大隊長に任命された。1936年から1937年まで、彼は第2装甲師団で少佐に昇進し、陸軍士官学校生担当となり、訓練を担当した。1937年2月25日、陸軍総司令部の戦車担当部門に所属し、1939年2月1日にはベルリンのクランプニッツ装甲兵学校の教官になった。彼は、1941年まで教官をしていたので、ポーランド戦、フランス戦には参加していない。
第二次世界大戦の勃発とともに中佐に昇進、1941年に始まった独ソ戦では第7装甲師団第7狙撃兵連隊第1大隊長を務める。10月には大佐に昇進し、マントイフェルの部隊はモスクワに迫った。「マントイフェル兵団」はモスクワから50kmの位置にまで進出したが、攻略はならなかった。戦略的に重要な橋を奪った功により、12月31日に騎士鉄十字章を受章。1942年5月、部隊は再編成のためにフランスへ送られたが、その再編成の最中の7月、第7装甲師団第7狙撃兵旅団長と昇進する。

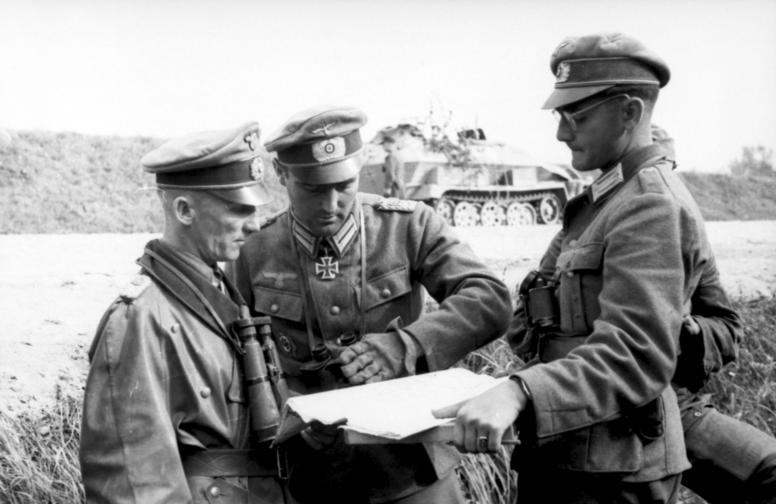
グロースドイチュラント師団の少佐から戦況を聞くマントイフェル（左端）（1944年8月、東プロイセンにて）

同年冬、急遽師団長としてドイツ・アフリカ軍団に転属となり、チュニジアに赴き2月5日、ロンメル元帥率いるドイツアフリカ軍団所属第5装甲軍（ハンス＝ユルゲン・フォン・アルニム上級大将）配下のフォン・マントイフェル師団の司令官に任命された。1943年5月、少将に昇進するが、連合軍がトーチ作戦を発動させた後のチュニジア攻防戦に師団は参加した。激しい戦いの真中の3月31日、彼は極度の疲労から倒れ、療養のためにドイツへ戻った。回復後の1943年8月22日、東部戦線にある第7装甲師団に師団長として復帰する。8月26日にソ連の空襲で背中を負傷するにもかかわらず、彼はウクライナで戦うために残った。ハリコフのドニエプル川沿いでの激しい戦いの後、彼は赤軍の攻撃を停止させることに成功した。11月後半に、ジトミル北部で包囲されている第８装甲師団を救出する作戦を行い、ジトミルを占領することに成功した。その戦功から1944年2月1日に中将に昇進し、装甲擲弾兵師団「グロースドイチュラント」の師団長となる。
1944年9月1日、装甲兵大将に昇進し、同月西部戦線の第5装甲軍司令官に任命される。1944年12月16日に始まるアルデンヌ攻勢に参加。作戦は失敗に終わったが、ジョージ・パットン率いるアメリカ軍の反撃をかわし、殲滅を免れた。
1945年3月に東部戦線で第3装甲軍司令官に任命され、再び赤軍との戦いに従軍するが、その圧倒的な物量の前にエルベ川まで後退を余儀なくされた。この際に、直属の上司であるヴァイクセル軍集団司令官ゴットハルト・ハインリツィ上級大将が解任され、後任に指名されるが、もはや抵抗は将兵の命を無駄にするだけと悟ったマントイフェルは就任を拒絶。「今後、第3装甲軍戦区の一切の命令はマントイフェルからのみ出される」と宣言し、事実上、最高司令部に反旗を翻す。そして、イギリス軍の将軍との交渉の後、1945年5月に30万の将兵とともにソ連軍ではなくイギリス軍に降伏して捕虜となった。さまざまな捕虜収容所を転々とした後、アメリカ軍に引き渡された。1947年に釈放される。

### 政治家
戦後は西ドイツのノイスに住み、政治の世界に身を投じる。1949年に自由民主党（FDP）に入党し、1953年から1957年までドイツ連邦議会議員を務めた。同党では防衛政策のスポークスマンとして活躍。1956年、ノルトライン＝ヴェストファーレン州でFDPが連立相手をドイツキリスト教民主同盟（CDU）からドイツ社会民主党（SPD）に変えて政権交代が起こった際、マントイフェルはこの連立組み換えに反対する同士とともに離党し、新たに自由国民党（自由民族党、自由人民党、FVP）を結党してその議員団副団長に就任した。翌年この党はドイツ党（DP）に合流した。ここでも彼は防衛政策のエキスパートとして活躍し、西ドイツが再軍備した際にその名称をドイツ連邦軍（Bundeswehr）とするアイデアは、彼によるものであった。
一方1957年には他の議員と共に、防衛装備に関する疑獄にも巻き込まれている。連邦議会は調査特別委員会を設置したが、証拠は得られなかった。1959年には戦時中の出来事により殺人罪で訴えられた。1944年、彼の指揮下の一兵士が歩哨に立っていた際、友軍の兵士が敵軍に拉致されたにもかかわらずそれを救うことも報告することもしなかったため、マントイフェルはこの兵士を軍法会議に送り、結果的に兵士は銃殺刑となった。この件で責任を問われたマントイフェルは懲役二年の判決を受けたが、当時の連邦大統領テオドール・ホイス（かつてFDPの党友だった）により特赦されている。
1968年、招待を受けアメリカ合衆国のウェスト・ポイント陸軍士官学校を訪問。同時に当時のアメリカ陸軍参謀総長ウィリアム・ウェストモーランドの招待でペンタゴンを、またかつての連合軍司令官ドワイト・アイゼンハワー元大統領の招きでホワイトハウスを訪問した。1960年代、マントイフェルはアメリカの戦争映画制作で監修も務めている。1978年に保養先のオーストリアで死去した。

## 叙勲
- バイエルン王国軍十字章（3級）
- オーストリア軍十字章（4級）
- 戦車突撃章（銀、回数無）
- カフタイトル”アフリカ”
- 戦傷章（銀）
- 1級鉄十字章
- 2級鉄十字章
- ダイヤモンド柏葉剣付騎士十字章
  - 騎士十字章（1941年12月31日）
  - 柏葉付騎士十字章（1943年11月23日）
  - 剣付騎士十字章（1944年2月22日）
  - ダイヤモンド柏葉剣付騎士十字章（1945年2月18日）